# Frederico Chaves Guedes
Frederico Chaves Guedes (Teófilo Otoni, 3 oktober 1983) – voetbalnaam Fred – is een Braziliaans betaald voetballer die bij voorkeur in de aanval speelt. Hij verruilde in 2009 Olympique Lyonnais transfervrij voor Fluminense FC, waar hij in augustus 2010 zijn contract verlengde tot aan de zomer van 2015. In april 2005 debuteerde hij in het Braziliaans voetbalelftal.

## Clubcarrière
Fred komt uit de jeugdopleiding van América Mineiro, destijds een Braziliaanse satellietclub van Feyenoord. Hij scoorde het op dat moment snelste doelpunt in de Braziliaanse competitie ooit voor de club. Na de aftrap schoot Fred binnen 3,17 seconden de bal in het doel van de tegenstander. In het seizoen waarin Fred actief was voor de club uit Belo Horizonte, trok hij de aandacht van onder meer Feyenoord, maar Fred koos voor Cruzeiro EC. Feyenoord liet hem vertrekken, in ruil voor de transferrechten van zijn jeugdige landgenoot Gerson Magrão en behield daarnaast tien procent van de transferrechten van Fred.
Voor Cruzeiro maakte Fred veertig doelpunten in drieënveertig wedstrijden in het seizoen 2004/05, waarmee hij recordhouder van het grootste aantal doelpunten in één seizoen in Brazilië werd. In 2005 werd hij naar Frankrijk gehaald door Olympique Lyonnais. Daarmee werd hij in 2006, 2007 en 2008 Frans landskampioen. Hij diende niettemin een verzoek in om de club te mogen verlaten, dat Lyon in maart 2009 honoreerde. Daarop keerde Fred bij Fluminense terug naar zijn vaderland. Met Fluminense werd hij in 2010 en 2012 landskampioen.

## Statistieken
| Club               | Seizoen   | Competitie | Competitie | Beker | Beker | Internationaal | Internationaal | Interlands | Interlands | Totaal | Totaal |
| Club               | Seizoen   | Wedst      | Doelp      | Wedst | Doelp | Wedst          | Doelp          | Wedst      | Doelp      | Wedst  | Doelp  |
| ------------------ | --------- | ---------- | ---------- | ----- | ----- | -------------- | -------------- | ---------- | ---------- | ------ | ------ |
| América Mineiro    | 2002-2004 | 57         | 34         | -     | -     | -              | -              | -          | -          | 57     | 34     |
| Cruzeiro           | 2004      | 28         | 16         | -     | -     | -              | -              | -          | -          | 28     | 16     |
| Cruzeiro           | 2005      | 43         | 40         | -     | -     | -              | -              | 1          | 0          | 44     | 40     |
| Olympique Lyonnais | 2005/2006 | 31         | 14         | 5     | 1     | 9              | 2              | 4          | 3          | 49     | 20     |
| Olympique Lyonnais | 2006/2007 | 17         | 10         | 3     | 1     | 5              | 2              | 4          | 1          | 29     | 14     |
| Olympique Lyonnais | 2007/2008 | 21         | 7          | 4     | 1     | 3              | 0              | 1          | 0          | 29     | 8      |
| Olympique Lyonnais | 2008/2009 | 15         | 2          | 1     | 0     | 4              | 2              | 0          | 0          | 20     | 4      |
| Fluminense         | 2009      | 20         | 12         | 6     | 2     | 6              | 5              | 0          | 0          | 32     | 19     |
| Fluminense         | 2010      | 14         | 5          | 5     | 6     | 0              | 0              | 0          | 0          | 19     | 11     |
| Fluminense         | 2011      | 25         | 22         | 0     | 0     | 5              | 2              | 9          | 2          | 39     | 26     |
| Fluminense         | 2012      | 28         | 20         | 0     | 0     | 7              | 3              | 1          | 1          | 37     | 24     |
| Fluminense         | 2013      | 9          | 3          | 2     | 0     | 7              | 0              | 11         | 9          | 29     | 12     |
| Fluminense         | 2014      | 5          | 2          | 3     | 0     | 0              | 0              | 3          | 0          | 11     | 2      |
| Totaal             | Totaal    |            |            |       |       |                |                |            |            | 433    | 220    |

Bijgewerkt op 12 juni 2014.

## Erelijst
Olympique Lyonnais
- Landskampioen

2006, 2007 en 2008
- Trophée des Champions

2006, 2007
- Peace Cup

2007
 Brazilië
- Copa América

2007
- FIFA Confederations Cup

2013
1 Dida ·
2 Cafú  ·
3 Lúcio ·
4 Juan ·
5 Emerson ·
6 Roberto Carlos ·
7 Adriano ·
8 Kaká ·
9 Ronaldo ·
10 Ronaldinho ·
11 Zé Roberto ·
12 Rogério Ceni ·
13 Cicinho ·
14 Luisão ·
15 Cris ·
16 Gilberto Melo ·
17 Gilberto Silva ·
18 Mineiro ·
19 Juninho Pernambucano ·
20 Ricardinho ·
21 Fred ·
22 Júlio César ·
23 Robinho ·
Coach: Parreira
1 Helton ·
2 Maicon ·
3 Alex ·
4 Juan ·
5 Mineiro ·
6 Gilberto Melo ·
7 Elano ·
8 Gilberto Silva  ·
9 Vágner Love ·
10 Diego ·
11 Robinho ·
12 Doni ·
13 Dani Alves ·
14 Alex Silva ·
15 Naldo ·
16 Kléber ·
17 Josué ·
18 Fernando Menegazzo ·
19 Júlio Baptista ·
20 Anderson ·
21 Afonso Alves ·
22 Fred ·
Coach: Dunga
1 Jefferson ·
2 Dani Alves ·
3 Thiago Silva  ·
4 David Luiz ·
5 Fernando ·
6 Marcelo ·
7 Leiva ·
8 Hernanes ·
9 Fred ·
10 Neymar ·
11 Oscar ·
12 Júlio César ·
13 Dante Bonfim ·
14 Filipe Luís ·
15 Jean ·
16 Réver ·
17 Luiz Gustavo ·
18 Paulinho ·
19 Hulk ·
20 Bernard ·
21 Jô ·
22 Diego Cavalieri ·
23 Jádson ·
Coach: Scolari
1 Jefferson ·
2 Dani Alves ·
3 Thiago Silva  ·
4 David Luiz ·
5 Fernandinho ·
6 Marcelo ·
7 Hulk ·
8 Paulinho ·
9 Fred ·
10 Neymar ·
11 Oscar ·
12 Júlio César ·
13 Dante Bonfim ·
14 Maxwell ·
15 Henrique ·
16 Ramires ·
17 Luiz Gustavo ·
18 Hernanes ·
19 Willian ·
20 Bernard ·
21 Jô ·
22 Victor ·
23 Maicon ·
Coach: Scolari